# Chile Open
El Torneig de Santiago, també conegut com a Movistar Chile Open, i tradicionalment Chile Open, és un torneig professional de tennis que es disputa sobre pista batuda. Pertany a les sèries ATP World Tour 250 del circuit ATP masculí. El torneig se celebra al recinte Estadio San Carlos de Apoquindo de Santiago, Xile.

## Història
L'any 1992, el Brasil va suspendre els seus tres torneigs professionals i l'ATP va decidir mantenir-los a Amèrica del Sud però en diferents països. Xile va comprar els drets d'un dels torneig i ja a l'any següent es va disputar la primera edició a Santiago, novembre de 1993. L'any 1999 no es va disputar el torneig perquè l'ATP va decidir reorganitzar el calendari i el va desplaçar al febrer de 2000. L'any 2001 es va desplaçar a la localitat de Viña del Mar, però l'any 2010 va tornar a Santiago a causa de problemes de finançament. Dos anys després, la localitat de Viña del Mar va recuperar la seu del torneig. A partir de l'any 2000 va esdevenir en el primer torneig sobre terra batuda de cada temporada i marca l'inici de la gira sud-americana de terra batuda formada per Costa do Sauipe, Buenos Aires i Acapulco.
L'edició de l'any 2007 es va disputar amb el format Round Robin amb 24 jugadors, però degut a problemes detectats en altres torneigs que també van implantar aquest sistema, l'ATP va decidir revertir tots els torneigs que havien instaurat aquest format.
L'any 2008 es va crear el torneig per categoria femenina dins el calendari WTA, però degut al baix interès de públic i a la falta de patrocinadors, el 2009 es va cancel·lar definitivament.
Inicialment, i durant molts anys, va tenir el nom de Movistar Open, però també va tenir el nom de VTR Open (2012-2013). Durant la seva trajectòria ha anat intercanviant de seu entre Club Naval de Campo Las Salinas de Viña del Mar i l'actual de Santiago. L'edició de 2015 es va cancel·lar perquè es va traslladar a Quito, Equador. Llavors es va recuperar per l'edició de 2020 provinent de Sao Paulo.
El torneig es va recuperar a Santiago l'any 2020 aprofitant la cancel·lació del torneig de São Paulo amb el nom de ''Chile Dove Men+Care Open.

## Palmarès

### Individual masculí
| Localització | Any         | Campió                | Finalista               | Resultat            |
| ------------ | ----------- | --------------------- | ----------------------- | ------------------- |
| Santiago     | 2025        | Laslo Đere            | Sebastián Báez          | 6−4, 3−6, 7−5       |
| Santiago     | 2024        | Sebastián Báez        | Alejandro Tabilo        | 3−6, 6−0, 6−4       |
| Santiago     | 2023        | Nicolás Jarry         | Tomás Martín Etcheverry | 6−7(5), 7−6(5), 6−2 |
| Santiago     | 2022        | Pedro Martínez        | Sebastián Báez          | 4−6, 6−4, 6−4       |
| Santiago     | 2021        | Cristian Garín        | Facundo Bagnis          | 6−4, 6−7(3), 7−5    |
| Santiago     | 2020        | Thiago Seyboth Wild   | Casper Ruud             | 7−5, 4−6, 6−3       |
| Santiago     | 2019 - 2015 | No celebrat           | No celebrat             | No celebrat         |
| Viña del Mar | 2014        | Fabio Fognini         | Leonardo Mayer          | 6−2, 6−4            |
| Viña del Mar | 2013        | Horacio Zeballos      | Rafael Nadal            | 6−7(2), 7−6(6), 6−4 |
| Viña del Mar | 2012        | Juan Mónaco           | Carlos Berlocq          | 6−3, 6−7(1), 6−1    |
| Santiago     | 2011        | Tommy Robredo         | Santiago Giraldo        | 6−2, 2−6, 7−6(5)    |
| Santiago     | 2010        | Thomaz Bellucci       | Juan Mónaco             | 6−2, 0−6, 6−4       |
| Viña del Mar | 2009        | Fernando González (4) | José Acasuso            | 6−1, 6−3            |
| Viña del Mar | 2008        | Fernando González     | Juan Mónaco             | Renúncia            |
| Viña del Mar | 2007        | Luis Horna            | Nicolás Massú           | 7−5, 6−3            |
| Viña del Mar | 2006        | José Acasuso          | Nicolás Massú           | 6−4, 6−3            |
| Viña del Mar | 2005        | Gastón Gaudio         | Fernando González       | 6−3, 6−4            |
| Viña del Mar | 2004        | Fernando González     | Gustavo Kuerten         | 7−5, 6−4            |
| Viña del Mar | 2003        | David Sánchez         | Marcelo Ríos            | 1−6, 6−3, 6−3       |
| Viña del Mar | 2002        | Fernando González     | Nicolás Lapentti        | 6−3, 6−7(5), 7−6(4) |
| Viña del Mar | 2001        | Guillermo Coria       | Gastón Gaudio           | 4−6, 6−2, 7−5       |
| Santiago     | 2000        | Gustavo Kuerten       | Mariano Puerta          | 7−6(3), 6−3         |
| Santiago     | 1999        | No celebrat           | No celebrat             | No celebrat         |
| Santiago     | 1998        | Francisco Clavet      | Younes El Aynaoui       | 6−2, 6−4            |
| Santiago     | 1997        | Julián Alonso         | Marcelo Ríos            | 6−2, 6−1            |
| Santiago     | 1996        | Hernán Gumy           | Marcelo Ríos            | 6−4, 7−5            |
| Santiago     | 1995        | Sláva Doseděl         | Marcelo Ríos            | 7−6(3), 6−3         |
| Santiago     | 1994        | Alberto Berasategui   | Francisco Clavet        | 6−3, 6−4            |
| Santiago     | 1993        | Javier Frana          | Emilio Sánchez Vicario  | 7−5, 3−6, 6−3       |

### Dobles masculins
| Localització | Any         | Campions                                            | Finalistes                            | Resultat          |
| ------------ | ----------- | --------------------------------------------------- | ------------------------------------- | ----------------- |
| Santiago     | 2025        | Nicolás Barrientos Rithvik Choudary Bollipalli      | Máximo González Andrés Molteni        | 6−3, 6−2          |
| Santiago     | 2024        | Tomás Barrios Vera Alejandro Tabilo                 | Orlando Luz Matías Soto               | 6−2, 6−4          |
| Santiago     | 2023        | Andrea Pellegrino Andrea Vavassori                  | Thiago Seyboth Wild Matías Soto       | 6−4, 3−6, [12−10] |
| Santiago     | 2022        | Rafael Matos Felipe Meligeni Alves                  | André Göransson Nathaniel Lammons     | 7−6(8), 7−6(3)    |
| Santiago     | 2021        | Simone Bolelli Máximo González                      | Federico Delbonis Jaume Munar         | 7−6(4), 6−4       |
| Santiago     | 2020        | Roberto Carballés Baena Alejandro Davidovich Fokina | Marcelo Arévalo Jonny O'Mara          | 7−6(3), 6−1       |
| Santiago     | 2019 - 2015 | No celebrat                                         | No celebrat                           | No celebrat       |
| Viña del Mar | 2014        | Oliver Marach Florin Mergea                         | Juan Sebastián Cabal Robert Farah     | 6−3, 6−4          |
| Viña del Mar | 2013        | Paolo Lorenzi Potito Starace                        | Juan Mónaco Rafael Nadal              | 6−2, 6−4          |
| Viña del Mar | 2012        | Frederico Gil Daniel Gimeno-Traver                  | Pablo Andújar Carlos Berlocq          | 1−6, 7−5, [12−10] |
| Santiago     | 2011        | Marcelo Melo Bruno Soares                           | Łukasz Kubot Oliver Marach            | 6−3, 7−6(3)       |
| Santiago     | 2010        | Łukasz Kubot Oliver Marach                          | Potito Starace Horacio Zeballos       | 6−4, 6−0          |
| Viña del Mar | 2009        | Pablo Cuevas Brian Dabul                            | Frantisek Cermak Michal Mertinak      | 6−3, 6−3          |
| Viña del Mar | 2008        | José Acasuso Sebastián Prieto (2)                   | Máximo González Juan Mónaco           | 6−1, 3−0, ret.    |
| Viña del Mar | 2007        | Paul Capdeville Óscar Hernández                     | Albert Montañés Rubén Ramírez Hidalgo | 4−6, 6−4, 10−6    |
| Viña del Mar | 2006        | José Acasuso Sebastián Prieto                       | František Čermák Leoš Friedl          | 7−6(2), 6−4       |
| Viña del Mar | 2005        | David Ferrer Santiago Ventura                       | Gastón Etlis Martín Rodríguez         | 6−3, 6−4          |
| Viña del Mar | 2004        | Juan Ignacio Chela Gastón Gaudio                    | Nicolás Lapentti Martín Rodríguez     | 7−6(2), 7−6(3)    |
| Viña del Mar | 2003        | Agustín Calleri Mariano Hood                        | František Čermák Leoš Friedl          | 6−3, 1−6, 6−4     |
| Viña del Mar | 2002        | Gastón Etlis Martín Rodríguez                       | Lucas Arnold Ker Luis Lobo            | 6−3, 6−4          |
| Viña del Mar | 2001        | Lucas Arnold Ker Tomás Carbonell                    | Mariano Hood Sebastián Prieto         | 6−4, 2−6, 6−3     |
| Santiago     | 2000        | Gustavo Kuerten Antonio Prieto                      | Lan Bale Piet Norval                  | 6−2, 6−4          |
| Santiago     | 1999        | No celebrat                                         | No celebrat                           | No celebrat       |
| Santiago     | 1998        | Mariano Hood Sebastián Prieto                       | Massimo Bertolini Devin Bowen         | 7−6, 6−7, 7−6     |
| Santiago     | 1997        | Hendrik Jan Davids Andrew Kratzmann                 | Julián Alonso Nicolás Lapentti        | 7−6, 5−7, 6−4     |
| Santiago     | 1996        | Fernando Meligeni Gustavo Kuerten                   | Dinu Pescariu Albert Portas           | 6−4, 6−2          |
| Santiago     | 1995        | Jiří Novák David Rikl                               | Shelby Cannon Francisco Montana       | 6−4, 4-6, 6-1     |
| Santiago     | 1994        | Karel Nováček Mats Wilander                         | Tomás Carbonell Francisco Roig        | 4−6, 7−6, 7−6     |
| Santiago     | 1993        | Mike Bauer David Rikl                               | Christer Allgardh Brian Devening      | 7−6, 6−4          |